# 堀本満成
堀本 満成（ほりもと みつなり、1989年10月23日 - ）は、日本棋院関西総本部所属の囲碁の棋士。四段。山口県柳井市出身。大淵盛人門下。

## 略歴
囲碁を覚えたのは、小学5年の頃とプロ棋士になるには遅めであった。妹も全日本女子学生本因坊、全国高校囲碁選手権大会での優勝や全国高等学校総合文化祭囲碁部門の団体戦で2連覇のメンバーなどの実績のある強豪。
2001年8月、囲碁を覚えて1年足らずで第22回少年少女囲碁大会全国大会に山口県代表で出場。2回戦でのちにプロ入りする兆乾に敗れた。優勝はのちに同期となる内田修平。
その後、大淵盛人の誘いを受け内弟子となり、神奈川県津久井郡相模湖町へ転居。同時に日本棋院東京本院の院生となる。
2003年、院生上位として冬季棋士採用試験に臨み、13位に終わる。
2004年、院生上位として夏季棋士採用試験に臨み、5位に終わる。冬季棋士採用試験は6位に終わる。
2005年、冬季棋士採用試験に臨み、13勝2敗で1位の関達也に次ぐ2位となり、入段を果たす。この年は関・堀本・内田（夏季棋士採用試験採用）の3人とも大淵門下と、東京本院の一般棋士入段者を独占した。
2010年5月24日 最年少入段記録を塗り替えた藤沢里菜のプロ入り初対局の相手として第20期竜星戦予選Bで対局。中押し勝ちし、藤沢の初対局初勝利を阻止した。
2018年12月、日本棋院関西総本部に移籍。

## 昇段履歴
- 2006年 初段
- 2009年2月1日 二段（賞金ランキング）
- 2012年 三段（勝星規定）[7]
- 2016年 四段（勝星規定）[8]